# Thorsten Arwidsson
Prof. Dr. Thorsten Arwidsson (1904 - 1948 ) fue un botánico, micólogo, y algólogo, sueco. En 1943 defendió su tesis Studien über die Gefässplanzen in den Hochgebirgen der Pite Lappmark ( Estudios sobre plantas de las altas montañas de la Lappmarken Pite), y obtuvo su Ph.D.
Inventó un caudalímetro.

## Algunas publicaciones
- 1918. Einige parasitische Pilze aus Juan Fernandez und der Osterinsel (Algunos hongos parásitos de Juan Fernández y la Isla de Pascua). Svensk Botanisk Tidskrift 34 (4): 293-300

- 1929. Über das Vorkommen von Mollusken in den Luftblasen von Ascophyllum nodosum (Sobre la aparición de moluscos en las fructificaciones de Ascophyllum nodosum). Arkiv för Botanik 22 (1) Ed. Friedländer, 6 pp.

- 1930. Om några Betula-bestämningar. Ed. Förf. 13 pp.

- 1932. Generalregister Till Svensk Botanisk Tidskrift Årg. 1-20, 1907-1926. Publicó Th. Arwidsson Y G.R. Cedergren, 313 pp.

- 1934. Floran inom Töfsingdalens nationalpark. Vol. 25 Kungliga Svenska Vetenskapsakademien Stockholm: Skrifter i naturskyddsärenden, ISSN 0374-8820 Ed. Almqvist & Wiksell, 45 pp.

- 1936. Über einige auf der Gattung Empetrum vorkommende Pilze (Acerca de algunos del género Empetrum productores los hongos). Svensk Botanisk Tidskrift 30: 401-418

- 1936. Meeresalgen aus Vestagder und Rogaland (Algas de Vestagder y Rogaland)

- 1937. Eine Beobachtung über das Blühen von Fumana vulgaris auf der Insel Öland. 6 pp.

- 1938. Über Asterocytis, Astrocystis und Asterocystis. Ed. 	Botaniska Notiser, 3 pp.

- 1938. Studier över floran och vegetationen på Gotska Sandön med särskild hänsyn till nationalparken. Svenska vetenskapsakademiens avhandlingar i naturskyddsärenden 1. Ed. Almqvist & Wiksells boktr. 71 pp.

- 1940. Einige parasitische Pilze aus Juan Fernández und des Osterinsel (Algunos hongos parásitos de Juan Fernández y la Isla de Pascua). Svensk Botanisk Tidskrift 34: 293-300, 1 fig.

- 1940. Mykologische Beiträge, 18 pp.

- 1943. Studien Über Die Gefässpflanzen in Den Hochgebirgen Der Pite Lappmark (disertación inaugural) Acta Phytogeographica suecica 17, 274 pp.

- 1945. Secotium agaricoides (Czern.) Holl. i Sverige. Svensk Botanisk Tidskrift 39: 137-140, 1 fig.

- 1946. Geaster floriformis Vittad. funnen i Sverige. Svensk Botanisk Tidskrift 40: 214-216, 1 fig.

- 1946. Om Svenska Laboulbeniacéfynd. Svensk Botanisk Tidskrift 40: 307-309, 1 fig.
- La abreviatura «Arw.» se emplea para indicar a Thorsten Arwidsson como autoridad en la descripción y clasificación científica de los vegetales.[3]